# La fanciulla del West (film 1915)
La fanciulla del West (The Girl of the Golden West) è un film del 1915, scritto, montato, diretto e prodotto da Cecil B. DeMille. Si basa sul testo teatrale (14 novembre 1905) di David Belasco da cui venne tratta La fanciulla del West, l'opera musicata da Giacomo Puccini, presentata a New York il 10 dicembre 1910.
Il film esiste in una copia conservata all'archivio della Library of Congress.

## Trama
In California, nei giorni della febbre dell'oro del 1849. Nella città mineraria di Cloudy, la fanciulla lavora in un saloon, corteggiata da tutti gli uomini del posto: lei è la loro confidente e la loro migliore amica. Una banda di fuorilegge, capitanata da Ramerrez, mette in subbuglio la cittadina. La fanciulla incontra un giovane di cui tempo prima era innamorata, Johnson, senza sapere che in realtà quello è proprio Ramerrez, venuto a studiare il locale in vista di una rapina ai danni dei minatori.
La ragazza e Johnson hanno un incontro ma, quando l'uomo esce dalla sua casa, viene colpito dallo sceriffo Jack Rance, uno degli spasimanti della fanciulla. Questa riesce a convincere Rance a lasciarle Ramerrez, di cui le è stata rivelata la vera identità, giocando una partita a carte. Rance accetta. Sta per vincere lui, ma la sua avversaria bara e vince la posta in gioco, la vita dell'uomo che ama. Ora deve prendersi cura di lui, ferito gravemente.
Guarito, Ramerrez cade però nelle mani dei minatori, che vorrebbero impiccarlo. Accorre ancora una volta la ragazza: riesce a commuovere i duri cuori di quegli uomini con le sue parole, ricordando tutti i momenti in cui si abbandonavano con lei a ricordi, speranze, progetti. La ragazza svela anche il patto che ha fatto con Rance, quando ha giocato a carte con lui, vecchio giocatore di New Orleans. Ramerrez è libero e, insieme a lei, si allontana dalla città, verso un nuovo futuro.

## Produzione
Il film fu prodotto da Cecil B. DeMille per la Jesse L. Lasky Feature Play Company e venne a costare una cifra stimata a 15.110 dollari. Le riprese durarono dal 30 ottobre 1914 fino al 7 novembre.. Il film venne girato a New York.

## Distribuzione
Distribuito dalla Paramount Pictures, uscì nelle sale il 4 gennaio 1915. Ricavò 102.224 dollari a fronte di un investimento di 15.110 dollari. In Italia venne distribuito dalla Cazzulino nel 1916. La censura italiana eliminò la scena in cui i poliziotti percuotono brutalmente l'arrestato.

### Data di uscita
- USA, 4 gennaio 1915
- Italia, 1916
- USA, 15 settembre 1918 (riedizione)

## Differenti versioni
- The Girl of the Golden West di Edwin Carewe (First National) con Sylvia Breamer, J. Warren Kerrigan (1923)
- The Girl of the Golden West di John Francis Dillon (WB) con Ann Harding, James Rennie (1930)
- La città dell'oro (The Girl of the Golden West) di Robert Z. Leonard (MGM) con Jeanette MacDonald, Nelson Eddy (1938)